# Jackson Toby
Jackson Toby (* 10. September 1925 in New York; † 10. Juni 2023) war ein US-amerikanischer Soziologe und Kriminologe.

## Wissenschaftlicher Werdegang
Jackson Toby erhielt seinen Doktor 1950 von der Harvard University. Anschließend lehrte er kurzzeitig am Brooklyn College und in Harvard. Im September 1951 wurde er Mitglied des Lehrkörpers der Rutgers University, wo er schließlich Professor wurde und ab 1961 die soziologische Fakultät leitete. Von 1959 bis 1963 war er Chefberater bei der Formulierung eines Programms der Ford Foundation, das sich mit der Entwicklung von Jugendlichen beschäftigte. Im Jahr 1966 schrieb er einen Bericht für die Commission on Law Enforcement von Präsident Lyndon B. Johnson zum Thema „Wohlstand und Jugendkriminalität“ („Affluence and Adolescent Crime“). Von 1969 bis 1994 war er Direktor des Institute for Criminological Research an der Rutgers University. Auch nach seiner Emeritierung setzte er seine Lehr- und Publikationstätigkeit fort.

## Forschungsschwerpunkte und Positionen
Toby entwickelte sich zum Experten auf dem Gebiet gesellschaftliche Devianz. Sein besonderes Interesse galt der Jugendkriminalität, ein Bereich, zu dem er einige Bücher und zahlreiche Artikel publizierte. Dabei vertat er häufig Positionen, die er selbst als im Widerspruch zum liberalen Zeitgeist stehend ansah. Er sprach sich für eine harte Behandlung jugendlicher Straftäter aus, falls diese Resozialisierungsangebote ausschlugen, und wandte sich gegen die Vorstellung, das Problem der Jugendkriminalität lasse sich allein durch Sozialprogramme lösen. Toby bezeichnete seine Standpunkte im Jahr 2001 als „politisch inkorrekt“.
Nachdem er bis dahin ausschließlich wissenschaftliche Publikationswege genutzt hatte, schrieb Toby mit einem Artikel für die New York Times im Januar 1973 erstmals für ein breiteres Publikum. Er war selbst überrascht, dass die liberale Zeitung sein Plädoyer für Haftstrafen von Jugendlichen tatsächlich abdruckte. Seither veröffentlichte er zahlreiche weitere Artikel in der New York Times, der Los Angeles Times, der Chicago Tribune, der Washington Post, dem Wall Street Journal, dem Weekly Standard sowie einer Reihe kleinerer Zeitungen und setzte sich dabei mit so umstrittenen Themen wie Erziehungslager und Ausgangssperren für Jugendliche, Vandalismus, Gewalt an Schulen, Amokläufen und Racial Profiling auseinander. 
In einem Beitrag für das Manhattan Institute for Policy Research, einen konservativen Think Tank, warnte er im Oktober 2011 davor, dass moderne Massenuniversitäten in westlichen Staaten sich zu „Arbeitslosigkeitsfabriken“ („unemployment factories“) entwickelten. Dies könne sich, nicht unähnlich der Geschehnisse während des Arabischen Frühlings, zu einem sozialen Unruheherd entwickeln.

## Publikationen (Auswahl)
- Social problems in America. Costs and casualties in an acquisitive society. Wiley, New York 1960 (mit Harry C. Bredemeier).
- Contemporary society. Social process and social structure in urban industrial societies. Wiley, New York 1964. 2nd Edition: Contemporary Society. An introduction to sociology. Wiley, New York 1971, ISBN 0-47187-603-8.
- The lowering of higher education in America. Why financial aid should be based on student performance. Praeger, Santa Barbara 2010, ISBN 0-31337-898-3.